# Hyalodiscus
Hyalodiscus là một chi tảo cát được biết tứ các ghi nhận hóa thạch.

## Các loài
- Hyalodiscus cervinus Brightw.
- Hyalodiscus elegans N. I. Strelnikova
- Hyalodiscus kryshtofovichii A. P. Jousé
- Hyalodiscus laevis Ehrenberg
- Hyalodiscus planus T. F. Kozyrenko
- Hyalodiscus plicatus T. F. Kozyrenko
- Hyalodiscus pustulatus Schmidt
- Hyalodiscus radiatus (O'Meara) Grunow
- Hyalodiscus scoticus (Kützing) Grunow
- Hyalodiscus subtilis J. W. Bailey